# 日本私鉄労働組合総連合会
日本私鉄労働組合総連合会（にほんしてつろうどうくみあいそうれんごうかい、略称：私鉄総連（してつそうれん）、英語：General Federation of Private Railway Workers' Unions of Japan、略称：PRU）とは、日本の鉄道会社、バス会社等の労働組合全国連合組織である。
JRグループ等を除く大手私鉄をはじめとした日本の鉄道会社、タクシー、ハイヤー会社、バス会社の社内労働組合などが加盟しており、旧日本労働組合総評議会（総評）系の流れを汲んでいる。
日本労働組合総連合会（連合）、全日本交通運輸産業労働組合協議会（交運労協）、国際運輸労連（ITF）に加盟している。

## 概要
1947年（昭和22年）1月10日に、69組合・10万余人が参加して大阪で結成された。北海道・東北・関東・北陸・中部・関西・中国・四国・九州の9つの地方連合会（地連）がある。沖縄と、ハイヤー・タクシー専業の組合について、本部直加盟になっている。各地連の下にブロック、さらに「県私鉄」などの組織がある。
JRグループ各社の労働組合、国や地方公共団体出資の第三セクター鉄道会社の労働組合（東京地下鉄労働組合など一部を除く）及び公営交通事業を行っている地方公共団体交通部門の労働組合（公務員）は加盟していない。
なお、旧大阪市交通局から民営化された大阪市高速電気軌道（大阪メトロ）の労働組合は引き続き全日本自治団体労働組合（自治労）に加盟したままだが、大阪メトロの子会社である大阪シティバスの労働組合は2020年に自治労を脱退し、大阪交通シティバス労働組合として私鉄総連に加盟した。また、2014年に100％公的資本にて設立されたとさでん交通の労働組合については実質的な前身となる土佐電気鉄道・高知県交通の両労組から引き続き私鉄総連に加盟している。
上記の通り大半が運輸関連の労働組合だが、三重交通グループ（三重交通グループホールディングス）の関連企業として加盟した鳥羽シーサイドホテル労働組合のような例もある。
2009年7月の定期大会で、これまで支援してきた社会民主党の渕上貞雄が政界引退を表明した事に伴い、2010年の第22回参議院議員通常選挙から民主党および同党候補である、板倉一幸を支援することを決めた。板倉はこの参議院選挙で落選したが、2011年に函館市議に復帰した。なお、一部は社会民主党支持を打ち出している（江ノ島電鉄、相模鉄道など）。

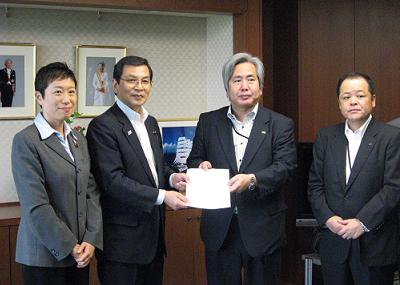
2011年7月5日、準組織内議員の辻元清美衆議院議員と共に大畠章宏国土交通大臣に要望を行う渡辺幸一委員長、住野敏彦副委員長（役職は当時）

国会に組織内議員が不在となったこともあり、鳩山由紀夫内閣において国土交通副大臣であった辻元清美と関係を深め、以降は「準組織内」議員として扱うようになった。
2019年の第25回参議院議員通常選挙に関し、組織内候補として擁立した新人の森屋隆（立憲民主党）が比例区にて当選を果たした。これにより、9年ぶりに国会に組織内議員が誕生した。
2021年の第49回衆議院議員総選挙で辻元清美は落選したが、翌2022年の第26回参議院議員通常選挙において私鉄総連は辻元を「準組織内」候補とすることを決定。同選挙に立憲民主党から比例代表候補として出馬した辻元は40万票以上の得票を獲得して当選し、国政復帰を果たした。

## 組織
- 私鉄北海道地方労働組合
- 私鉄東北地方連合会
- 私鉄関東地方連合会
  - 大手、東京、千葉、両毛、甲神静のブロックがある。
- 私鉄北陸地方連合会
- 私鉄中部地方連合会
- 私鉄関西地方連合会
  - 兵庫・和歌山などのブロックがある。
- 私鉄中国地方労働組合
- 私鉄四国地方連合会
- 私鉄九州地方連合会
- 私鉄沖縄県労働組合連合会
- 私鉄総連ハイタク協議会
- 青年女性協議会（青女協）
  - 概ね31歳未満の組合員による組織である。組合員同士の交流促進のため、スポーツ大会や交流キャンプの他、「平和友好祭・私鉄山の祭典」と「私鉄沖縄交流」を隔年で行う。以前は「青年婦人協議会（青婦協）」と称していた。規模の小さい会社の場合、合理化で若い社員が減り、青女協の組織が縮小するといった問題が発生している職場もある。
  - （注）組合役員の改選時期に合わせて青女協メンバーの入れ替えを行なう。その時点で31歳になっていれば脱会することになる。通常2年に1回改選なので、タイミングによっては1-2年多くやることになる（改選時期に30歳11か月なら、さらに2年後の改選時までメンバーになる）。

## 主な活動・行事
本部、地連、各単組で行われている。
- 春闘
- 春闘勝利！総決起集会
  - 春闘期の3月上旬に毎年行われている。例年だと東京・日比谷野外音楽堂にて夕方に開催され、集会後にはデモ行進が行われる。
- 公共交通利用促進キャンペーン
  - 『笑顔で暮らせる日常を支えます』をスローガンに毎年加盟社の車内などにポスターを掲示する。なお、同キャンペーンのポスターには、協賛として使用者側にあたる日本民営鉄道協会（民鉄協）・日本バス協会・全国ハイヤー・タクシー連合会も名を連ねている。
- 平和友好祭・私鉄山の祭典（青年女性協議会）
- 私鉄バスのうたごえ（青年女性協議会）
- 私鉄沖縄交流（青女協）
- 私鉄山の祭典と隔年（偶数年）で5月の平和行進時期に合わせて実施されている。全国の私鉄青年女性が沖縄で反戦平和学習を行い、私鉄沖縄の仲間たちと交流を深め合う取り組み。派遣に関しては地連毎にカンパ活動を行い、派遣者を送っている。
- 私鉄総連激励・民鉄協抗議行動（春闘の時期に日本民営鉄道協会の前に行って集会をする）
  - 大手中央集団交渉による団体交渉がなくなって民鉄協抗議行動が数年後に廃止。現在は、私鉄総連激励行動のみ開催されている（主催：関東地連青年女性協議会）。

## 組合歌
- 私鉄の仲間たち（私鉄総連歌）
- 嵐も吹雪も

## 組織内議員
参議院議員
- 森屋隆（比例区）
- 辻元清美（比例区）※準組織内議員[5][注 4]